# Bendasari
Bendasari is een bestuurslaag in het regentschap Ciamis van de provincie West-Java, Indonesië. Bendasari telt 3267 inwoners (volkstelling 2010).